# چکاوک دیده‌بان
چکاوک دیده‌بان یا چکاوک نگهبان (نام علمی: Corypha athi) گونه‌ای چکاوک از تیرهٔ چکاوکان (Alaudidae) است که در کنیا و تانزانیا یافت می‌شود. در گذشته به عنوان زیرگونهای از چکاوک پس‌سرحنایی در نظر گرفته می‌شد.